# Államok vezetőinek listája 1926-ban
Ezen az oldalon az 1926-ban fennálló államok vezetőinek névsora olvasható földrészek, majd országok szerinti bontásban.

## Európa
- Albánia (köztársaság)
  - Államfő – Ahmet Zogu (1925–1928), lista
- Andorra (parlamentáris társhercegség)
  - Társhercegek
    - Francia társherceg – Gaston Doumergue (1924–1931), lista
    - Episzkopális társherceg – Justí Guitart i Vilardebó (1920–1940), lista
- Ausztria (köztársaság)
  - Államfő – Michael Hainisch (1920–1928), lista
  - Kormányfő – 
    1. Rudolf Ramek (1924–1926)
    2. Ignaz Seipel (1926–1929), lista
- Belgium (monarchia)
  - Uralkodó – I. Albert király (1909–1934)
  - Kormányfő – 
    1. Prosper Poullet (1925–1926)
    2. Henri Jaspar (1926–1931), lista
- Bolgár Cárság (monarchia)
  - Uralkodó – III. Borisz cár (1918–1943)
  - Kormányfő – 
    1. Alekszandar Cankov (1923–1926)
    2. Andrei Ljapcsev (1926–1931), lista
- Csehszlovákia (köztársaság)
  - Államfő – Tomáš Garrigue Masaryk (1918–1935), lista
  - Kormányfő – 
    1. Antonín Švehla (1922–1926)
    2. Jan Černý (1926)
    3. Antonín Švehla (1926–1929), lista
- Danzig Szabad Város (szabad város a Nemzetek Szövetsége protektorátusa alatt)
  - Főbiztos – Joost Adriaan van Hamel (1925–1929)
  - Államfő – Heinrich Sahm (1920–1931)
- Dánia (monarchia)
  - Uralkodó – X. Keresztély király (1912–1947)
  - Kormányfő – 
    1. Thorvald Stauning (1924–1926)
    2. Thomas Madsen-Mygdal (1926–1929), lista
- Egyesült Királyság (parlamentáris monarchia)
  - Uralkodó – V. György Nagy-Britannia királya (1910–1936)
  - Kormányfő – Stanley Baldwin (1924–1929), lista
- Észtország (köztársaság)
  - Államfő – Jaan Teemant (1925–1927), lista
- Finnország (köztársaság)
  - Államfő – Lauri Kristian Relander (1925–1931), lista
  - Kormányfő – 
    1. Kyösti Kallio (1925–1926)
    2. Väinö Tanner (1926–1927), lista

  -  Åland –
    - Kormányfő – Carl Björkman (1922–1938)
- Franciaország (köztársaság)
  - Államfő – Gaston Doumergue (1924–1931), lista
  - Kormányfő – 
    1. Aristide Briand (1925–1926)
    2. Édouard Herriot (1926)
    3. Raymond Poincaré (1926–1929), lista
- Görögország (köztársaság)
  - Államfő – 
    1. Pavlosz Kunturiotisz (1924–1926)
    2. Théodórosz Pangalosz (1926)
    3. Pavlosz Kunturiotisz (1926–1929), lista

  - Kormányfő – 
    1. Théodórosz Pangalosz (1925–1926)
    2. Athanásziosz Eftaksziasz (1926)
    3. Jorgosz Kondilisz (1926)
    4. Alexandrosz Zaimisz (1926–1928), lista
- Hollandia (monarchia)
  - Uralkodó – Vilma királynő (1890–1948)
  - Miniszterelnök – 
    1. Hendrikus Colijn (1925–1926)
    2. Dirk Jan de Geer (1926–1929), lista
- Izland (parlamentáris monarchia)
  - Uralkodó – X. Keresztély (1918–1944)
  - Kormányfő – 
    1. Jón Magnússon (1924–1926)
    2. Magnús Guðmundsson (1926), ügyvivő
    3. Jón Þorláksson (1926–1927), lista
- Írország (monarchia)
  - Uralkodó – V. György Nagy-Britannia királya (1910–1936)
  - Főkormányzó – Tim Healy (1922–1928), lista
  - Kormányfő – W. T. Cosgrave (1922–1932), lista
- Lengyelország (köztársaság)
  - De facto országvezető – Józef Piłsudski (1926–1935), Lengyelország valódi vezetője
  - Államfő – 
    1. Stanisław Wojciechowski (1922–1926)
    2. Maciej Rataj (1926), ügyvivő
    3. Ignacy Mościcki (1926–1939), lista

  - Kormányfő – 
    1. Aleksander Skrzyński (1925–1926)
    2. Wincenty Witos (1926)
    3. Kazimierz Bartel (1926)
    4. Józef Piłsudski (1926–1928), lista
- Lettország (köztársaság)
  - Államfő – Jānis Čakste (1918–1927), lista
  - Kormányfő – 
    1. Kārlis Ulmanis (1925–1926)
    2. Arturs Alberings (1926)
    3. Marģers Skujenieks (1926–1928), lista
- Liechtenstein (parlamentáris monarchia)
  - Uralkodó – II. János herceg (1859–1929)
  - Kormányfő – Gustav Schädler (1922–1928), lista
- Litvánia (köztársaság)
  - Államfő – 
    1. Aleksandras Stulginskis (1920–1926)
    2. Kazys Grinius (1926)
    3. Jonas Staugaitis (1926), ügyvivő
    4. Aleksandras Stulginskis (1926), ügyvivő
    5. Antanas Smetona (1926–1940), lista

  - Kormányfő – 
    1. Leonas Bistras (1925–1926)
    2. Mykolas Sleževičius (1926)
    3. Augustinas Voldemaras (1926–1929), lista
- Luxemburg (monarchia)
  - Uralkodó – Sarolta nagyhercegnő (1919–1964)
  - Kormányfő – 
    1. Pierre Prüm (1925–1926)
    2. Joseph Bech (1926–1937), lista
- Magyar Királyság (monarchia)
  - Államfő – Horthy Miklós (1920–1944), lista
  - Kormányfő – Bethlen István gróf (1921–1931), lista
- Monaco (monarchia)
  - Uralkodó – II. Lajos herceg (1922–1949)
  - Államminiszter – Maurice Piette (1923–1932), lista
- Németország
  - Államfő – Paul von Hindenburg (1925–1934), lista
  - Kancellár – 
    1. Hans Luther (1925–1926)
    2. Wilhelm Marx (1926–1928), lista
- Norvégia (monarchia)
  - Uralkodó – VII. Haakon király (1905–1957)
  - Kormányfő – 
    1. Johan Ludwig Mowinckel (1924–1926)
    2. Ivar Lykke (1926–1928), lista
- Olasz Királyság (monarchia)
  - Uralkodó – III. Viktor Emánuel király (1900–1946)
  - Kormányfő – Benito Mussolini (1922–1943), lista
- Pápai állam (abszolút monarchia)
  - Uralkodó – XI. Piusz pápa (1922–1939)
- Portugália (köztársaság)
- Az Első Portugál Köztársaságot 1926. május 29-én felváltotta a Nemzeti Diktatúra.
  - Államfő – 
    1. Bernardino Machado (1925–1926)
    2. José Mendes Cabeçadas (1926), ügyvivő
    3. A kormányt Manuel Gomes da Costa vezette (1926)
    4. Manuel Gomes da Costa (1926), ügyvivő
    5. A kormányt Óscar Carmona vezette (1926)
    6. Óscar Carmona (1926–1951), lista

  - Kormányfő – 
    1. António Maria da Silva (1925–1926)
    2. José Mendes Cabeçadas (1926)
    3. Manuel de Oliveira Gomes da Costa (1926)
    4. Óscar Carmona (1926–1928), lista
- Román Királyság (monarchia)
  - Uralkodó – I. Ferdinánd király (1914–1927)
  - Kormányfő – 
    1. Ion I. C. Brătianu (1922–1926)
    2. Alexandru Averescu (1926–1927), lista
- San Marino (köztársaság)
  - San Marino régenskapitányai:
    1. Valerio Pasquali és Marco Marcucci (1925–1926)
    2. Manlio Gozi és Giuseppe Mularoni (1926)
    3. Giuliano Gozi és Ruggero Morri (1926–1927), régenskapitányok
- Spanyolország (köztársaság)
  - Uralkodó – XIII. Alfonz király (1886–1931)
  - Kormányfő – Miguel Primo de Rivera (1923–1930), lista
- Svájc (konföderáció)
  - Szövetségi Tanács:[1]
  - Giuseppe Motta (1911–1940), Edmund Schulthess (1912–1935), Robert Haab (1917–1929), Ernest Chuard (1919–1928), Karl Scheurer (1919–1929), Jean-Marie Musy (1919–1934), Heinrich Häberlin (1920–1934), elnök
- Svédország (parlamentáris monarchia)
  - Uralkodó – V. Gusztáv király (1907–1950)
  - Kormányfő – 
    1. Rickard Sandler (1925–1926)
    2. Carl Gustaf Ekman (1926–1928), lista
- Szerb-Horvát-Szlovén Királyság (monarchia)
  - Uralkodó – I. Sándor király (1921–1934)
  - Kormányfő – 
    1. Nikola Pašić (1924–1926)
    2. Nikola Uzunović (1926–1927), miniszterelnök
- Szovjetunió (szövetségi népköztársaság)
  - A kommunista párt vezetője – Joszif Sztálin (1922–1953), a Szovjetunió Kommunista Pártjának főtitkára
  - Államfő – Mihail Kalinyin (1919–1946), lista
  - Kormányfő – Alekszej Rikov (1924–1930), lista

## Afrika
- Dél-afrikai Unió (monarchia)
  - Uralkodó – V. György Nagy-Britannia királya (1910–1936)
  - Főkormányzó – Alexander Cambridge (1924–1931), Dél-Afrika kormányát igazgató tisztviselő
  - Kormányfő – J. B. M. Hertzog (1924–1939), lista
- Egyiptom (monarchia)
  - Uralkodó – I. Fuád király (1910–1936)
  - Kormányfő – 
    1. Ahmad Zivar Pasa (1924–1926)
    2. Adli Jakan Pasa (1926–1927), lista
- Etiópia (monarchia)
  - Uralkodó – Zauditu császárnő (1916–1930)
  - Régens – Rasz Tafari Makonnen (1916–1930)
  - Kormányfő – Habte Gijorgisz Dinagde (1909–1927), lista
- Libéria (köztársaság)
  - Államfő – Charles D. B. King (1920–1930), lista
- Riff Köztársaság (el nem ismert szakadár állam)
  - 1926. május 27-én felbomlott és visszaintegrálódott Marokkó spanyol protektorátusba.
  - Államfő – Abd el-Krim (1921–1926)

## Dél-Amerika
- Argentína (köztársaság)
  - Államfő – Marcelo Torcuato de Alvear (1922–1928), lista
- Bolívia (köztársaság)
  - Államfő – 
    1. Felipe S. Guzmán (1925–1926), ideiglenes
    2. Hernando Siles Reyes (1926–1930), lista
- Brazília (köztársaság)
  - Államfő – 
    1. Artur Bernardes (1922–1926)
    2. Washington Luís (1926–1930), lista
- Chile (köztársaság)
  - Államfő – Emiliano Figueroa (1925–1927), lista
- Ecuador (köztársaság)
  - Államfő – 
    1. Átmeneti Junta Kormányzat (1925–1926)
    2. Humberto Albornoz (1926), az ecuadori Junta elnöke
    3. Julio Enrique Moreno (1926), az ecuadori Junta elnöke
    4. Isidro Ayora (1926–1931), lista
- Kolumbia (köztársaság)
  - Államfő – 
    1. Pedro Nel Ospina Váquez (1922–1926)
    2. Miguel Abadía Méndez (1926–1930), lista
- Paraguay (köztársaság)
  - Államfő – Eligio Ayala (1924–1928), lista
- Peru (köztársaság)
  - Államfő – Augusto B. Leguía (1919–1930), lista
  - Kormányfő – 
    1. Alejandrino Maguiña (1924–1926)
    2. Pedro José Rada y Gamio (1926–1929), lista
- Uruguay (köztársaság)
  - Államfő – José Serrato (1923–1927), lista
- Venezuela (köztársaság)
  - Államfő – Juan Vicente Gómez (1922–1929), lista

## Észak- és Közép-Amerika
- Amerikai Egyesült Államok (köztársaság)
  - Államfő – Calvin Coolidge (1923–1929), lista
- Costa Rica (köztársaság)
  - Államfő – Ricardo Jiménez Oreamuno (1924–1928), lista
- Dominikai Köztársaság (köztársaság)
  - Államfő – Horacio Vásquez (1924–1930), lista
- Salvador (köztársaság)
  - Államfő – Alfonso Quiñónez Molina (1923–1927), lista
- Guatemala (köztársaság)
  - Államfő – 
    1. José María Orellana (1921–1926)
    2. Lázaro Chacón González (1926–1931), lista
- Haiti (USA-megszállás alatt)
  - Amerikai képviselő – John H. Russell, Jr. (1919–1930)
  - Államfő – Louis Borno (1922–1930), lista
- Honduras (köztársaság)
  - Államfő – Miguel Paz Barahona (1925–1929), lista
- Kanada (parlamentáris monarchia)
  - Uralkodó – V. György király (1910–1936)
  - Főkormányzó – 
    1. Julian Byng (1921–1926)
    2. Freeman Freeman-Thomas (1926–1931), lista

  - Kormányfő – 
    1. William Lyon Mackenzie King (1921–1926)
    2. Arthur Meighen (1926)
    3. William Lyon Mackenzie King (1926–1930), lista
- Kuba (köztársaság)
  - Államfő – Gerardo Machado (1925–1933), lista
- Mexikó (köztársaság)
  - Államfő – Plutarco Elías Calles (1924–1928), lista
- Nicaragua (köztársaság)
  - Államfő – 
    1. Carlos José Solórzano (1925–1926)
    2. Emiliano Chamorro Vargas (1926)
    3. Sebastián Uriza (1926), ügyvivő
    4. Adolfo Díaz (1926–1929), lista
- Panama (köztársaság)
  - Államfő – Rodolfo Chiari (1924–1928), lista
- Új-Fundland (monarchia)
  - Uralkodó – V. György király (1910–1936)
  - Kormányzó – Sir William Allardyce (1922–1928)
  - Kormányfő – Walter Stanley Monroe (1924–1928)

## Ázsia
- Afganisztán (monarchia)
- Az Afgán Emírséget 1926. június 9-én felváltotta az Afgán Királyság.
  - Uralkodó – Amanullah Kán király (1919–1929)
- Aszír (idríszida emírség)
  - Uralkodó – 
    1. Szajjíd Ali ibn Muhammad al-Idríszi al-Haszani (1923–1926)
    2. Szajjíd al-Haszan ibn Ali al-Idríszi al-Haszani, emír (1926–1930)
- Hidzsáz (monarchia)
- Az 1925. december 19-i megszállás után Nedzsd szultánját Hidzsáz királyává koronázták 1926. január 8-án.
  - Uralkodó – Abdul-Aziz király (1926–1953)[2]
- Japán (császárság)
  - Uralkodó –  
    1. Josihito császár (1912–1926)
    2. Hirohito császár (1926–1989)

  - Régens – Hirohitó koronaherceg (1921–1926), Japán régense
  - Kormányfő – 
    1. Kató Takaaki (1924–1926)
    2. Vakacuki Reidzsiró (1926), ügyvivő
    3. Vakacuki Reidzsiró báró (1926–1927), lista
- Jemen (monarchia)
  - Uralkodó – Jahia Mohamed Hamidaddin király (1904–1948)[3]
- Kína
  -  Pekingi Kormányzat
    - Államfő – 
      1. Tuan Csi-zsuj (1924–1926), ideiglenes
      2. Hu Vej-de (1926), ügyvivő
      3. Jan Huj-csing (1926), ügyvivő
      4. Hu Vej-de (1926), ügyvivő
      5. Wellington Kú (1926–1927), ügyvivő, Kína katonai kormányzatának generalisszimusza

    - Kormányfő – 
      1. Csu Si-jing (1925–1926)
      2. Csia De-jao (1926), ügyvivő
      3. Hu Vej-de (1926), ügyvivő
      4. Jan Huj-csing (1926)
      5. Du Hszi-guj (1926), ügyvivő
      6. Wellington Kú (1926–1927), ügyvivő, Kína Államtanácsának ideiglenes elnöke

  -  Nemzeti Kormányzat (köztársaság)
  - Államfő – 
    1. Vang Csing-vej (1925–1926)
    2. Tan Jan-kaj (1926–1927), Kína Nemzeti Kormánya Állandó Bizottságának elnöke, lista

  -  Tibet (el nem ismert, de facto független állam)
    - Uralkodó – Tubten Gyaco, Dalai láma (1879–1933)
- Maszkat és Omán (abszolút monarchia)
  - Uralkodó – Tajmur szultán (1913–1932)
- Mongólia (népköztársaság)
  - A kommunista párt vezetője – Ceren-Ocsirün Dambadordzs (1924–1928), a Mongol Népi Forradalmi Párt Központi Bizottságának elnöke
  - Államfő – Peldzsidín Genden (1924–1927), Mongólia Nagy Népi Hurálja Elnöksége elnöke, lista
  - Kormányfő – Balingín Cerendordzs (1923–1928), Mongólia Népi Komisszárok Tanácsának elnöke, lista
- Nedzsd Királyság (monarchia)
- 1926. január 8-tól perszonálunióban Hidzsázzal.
  - Uralkodó – Abdul-Aziz király (1902–1953)[2]
- Nedzsd és Hidzsáz Királyság (monarchia)
- 1926. január 8-án létrejött perszonálunió.
  - Uralkodó – Abdul-Aziz király (1926–1953)[2]
- Nepál (alkotmányos monarchia)
  - Uralkodó – Tribhuvana király (1911–1950)
  - Kormányfő – Csandra Samser Dzsang Bahadur Rana (1901–1929), lista
- Perzsia (monarchia)
  - Uralkodó – Reza Pahlavi sah (1925–1941)
  - Kormányfő – 
    1. Mohammad-Ali Forúgi (1925–1926)
    2. Mostoufi ol-Mamalek (1926–1927), lista
- Sziám (parlamentáris monarchia)
  - Uralkodó – Pradzsadhipok király (1925–1935)
- Törökország (köztársaság)
  - Államfő – Mustafa Kemal Atatürk (1923–1938), lista
  - Kormányfő – İsmet İnönü (1925–1937), lista
- Tuva (népköztársaság)
- A Tannu Tuvai Népköztársaság 1926. november 24-én változott Tuvai Népköztársaságra.
  - A kommunista párt főtitkára – 
    1. Sagdür (1924–1926)
    2. Mongus Bujan-Badürgü (1926–1927)

  - Államfő – Nimacsjan (1924–1929)
  - Kormányfő – Donduk Kuular (1925–1929)

## Óceánia
- Ausztrália (parlamentáris monarchia)
  - Uralkodó – V. György Ausztrália királya (1910–1936)
  - Főkormányzó – John Baird (1925–1931), lista
  - Kormányfő – Stanley Bruce (1923–1929), lista
- Új-Zéland (parlamentáris monarchia)
  - Uralkodó – V. György Új-Zéland királya (1910–1936)
  - Főkormányzó – Sir Charles Fergusson (1924–1930), lista
  - Kormányfő – Gordon Coates (1925–1928), lista